# Injera

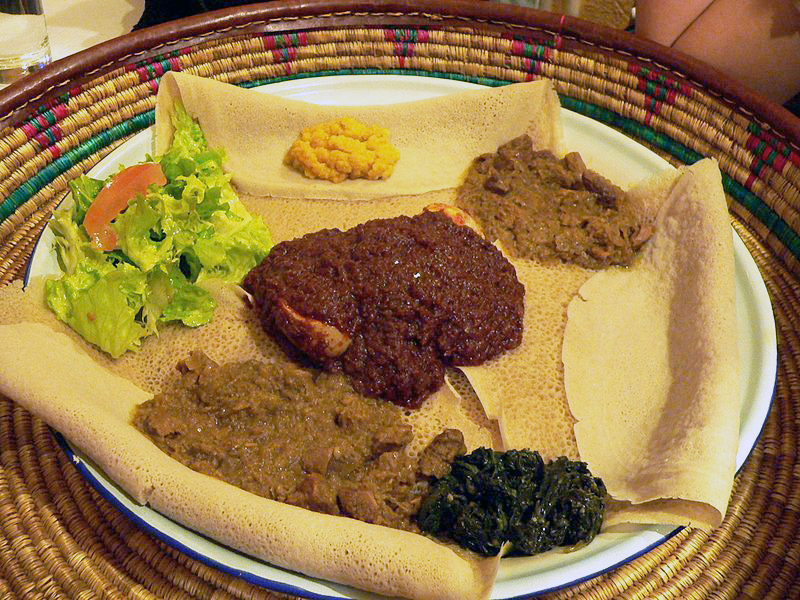
Een typische Ethiopisch/Eritrese schotel met injera en verschillende soorten wat of tsebhi (stamppot).

Injera  (Tigrinya: እንጀራ, ɨndʒǝra) of taita is een pannenkoek-achtig brood gemaakt van teff-meel. Het wordt traditioneel gegeten in Ethiopië, Eritrea, Somalië (waar het ook laxoox en canjeero heet), Jemen, Noord-Kenia en bij de Nuer in Zuid-Soedan. 
Om injera te maken mengt men bloem met water en laat haar enkele dagen gisten, zoals bij zuurdesem. Hierdoor krijgt de injera een lichtjes zurige smaak. Dan wordt hij in platte koeken gebakken, hetzij op een speciaal elektrisch vuur of vaker op een kleiplaat (mogogo) boven een open vuur.
Naar de vorm doet injera denken aan een Franse crêpe of de Zuid-Indische dosa: een platte cirkelvormige koek die als bodem dient voor andere voedingsmiddelen. De smaak en de textuur zijn echter uniek, en erg verschillend van crêpe en dosa. Als bovenlaag gebruikt men een keuze aan stoofschotels, soms salades (de Ethiopisch-orthodoxe vasten vereist veganisme), of gewoon nog een extra injera (zogenaamde injera firfir).
Injera wordt met de rechterhand gegeten. Men scheurt kleine stukken af van een grote koek in het midden van de tafel, en gebruikt die om de stoofschotel en de salade vast te nemen. Na afloop heeft de injera een deel van het vocht en de smaak van het voedsel geabsorbeerd, en wordt hij zelf ook opgegeten - de injera fungeert dus als bestek, bord en voedsel tegelijkertijd. De maaltijd is ten einde als het injera-"tafelkleed" op is.
De beste injera wordt gemaakt van de kleine, ijzerhoudende graansoort teff. Deze wordt echter alleen geproduceerd op middelgrote hoogte bij voldoende neerslaghoeveelheid, en is dus relatief duur voor een gemiddeld gezin. De meeste Ethiopiërs in de hooglanden zijn arme boeren die hun eigen basisvoedsel kweken, en zij vervangen (een deel van) de teff door tarwe, gerst, maïs of rijst. Er bestaan ook gekleurde variëteiten: de witte nech, de rode kay en de zwarte tikur.
Bijna alle gezinnen eten dagelijks injera. De bereiding vraagt veel tijd en middelen. De Ethiopiërs bakken het brood op een grote, zwarte kleiplaat (mogogo) boven een vuur. Deze opstelling heet mitad. Ze is nogal moeilijk te gebruiken, produceert grote hoeveelheden rook en is gevaarlijk voor kinderen. Ze verspilt ook de schaarse brandstof in de streek. In 2003 won een onderzoeksgroep de Ashdenprijs voor hun ontwerp van een nieuw soort injera-kookvuur. Het nieuwe vuur gebruikt de plaatselijk beschikbare brandstof (dierlijke mest met de naam achwar) om efficiënt injera en ander voedsel te koken. Sommige onderdelen worden vervaardigd in de grootsteden van de betrokken landen, andere stukken worden gewoon ter plaatse geboetseerd door de vrouwen.
Buiten de Ethiopische Hoogvlakte treft men injera aan in voedingszaken en restaurants die zich specialiseren in Ethiopisch, Somalisch of Eritrees voedsel.